# 겐닌 (1224년)
겐닌(元仁, げんにん)은 일본의 연호(元号) 중 하나이다.
- 전후 : 조오(貞応) 이후 - 가로쿠(嘉禄) 이전.
- 시기 : 1224년
- 천황 : 고호리카와 천황
- 쇼군 : 공석 (가마쿠라 막부)
- 싯켄 : 호조 야스토키

## 개원(改元)
- 조오 3년 11월 20일(율리우스력 1224년 12월 31일), 개원.
- 겐닌 2년 4월 20일(율리우스력 1225년 5월 28일), 가로쿠로 개원된다.

## 출전
『주역』의 「元亨利貞、正義曰、元仁也」.

## 겐닌 시기에 일어난 일
- 원년
  - 효조슈를 설치하다.

## 서력과의 대조표
| 겐닌 | 원년   | 2년    |
| ---- | ------ | ------ |
| 서력 | 1224년 | 1225년 |
| 간지 | 갑신   | 을유   |

## 같이 보기
- 일본의 연호 일람

| 이전 조오 | 일본의 연호 1224년 ~ 1225년 | 다음 가로쿠 |